# Пит-Ретиф
Пит-Ретиф (Piet Retief) — административный центр местного муниципалитета Мкхондо в районе Герт Сибанде провинции Мпумаланга (ЮАР). 
Город был основан фуртреккерами в 1883 году и назван в честь их лидера, Питера Ретифа. В 1886 году местные жители провозгласили создание государства Клейн Врейстат, которое в 1891 году вошло в состав Южно-Африканской республики.